# جورجيو فينتوري
جورجيو فينتوري (بالإيطالية: Giorgio Venturi)‏ هو منافس ألعاب قوى إيطالي، ولد في 23 يونيو 1966 في ساليرنو في إيطاليا.

## وصلات خارجية
- جورجيو فينتوري على موقع الاتحاد الدولي لألعاب القوى (الإنجليزية)
- جورجيو فينتوري على موقع أوليمبيديا (الإنجليزية)